# Palacio de Chantilly

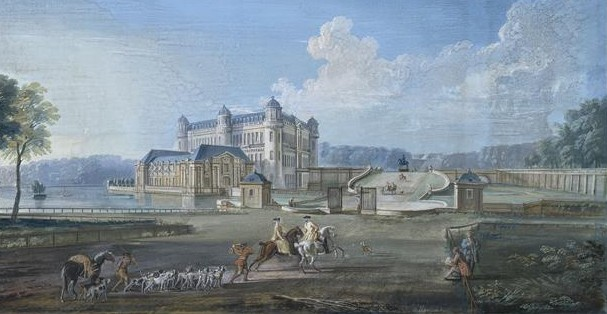
El palacio de Chantilly, en los tiempos del Gran Condé.

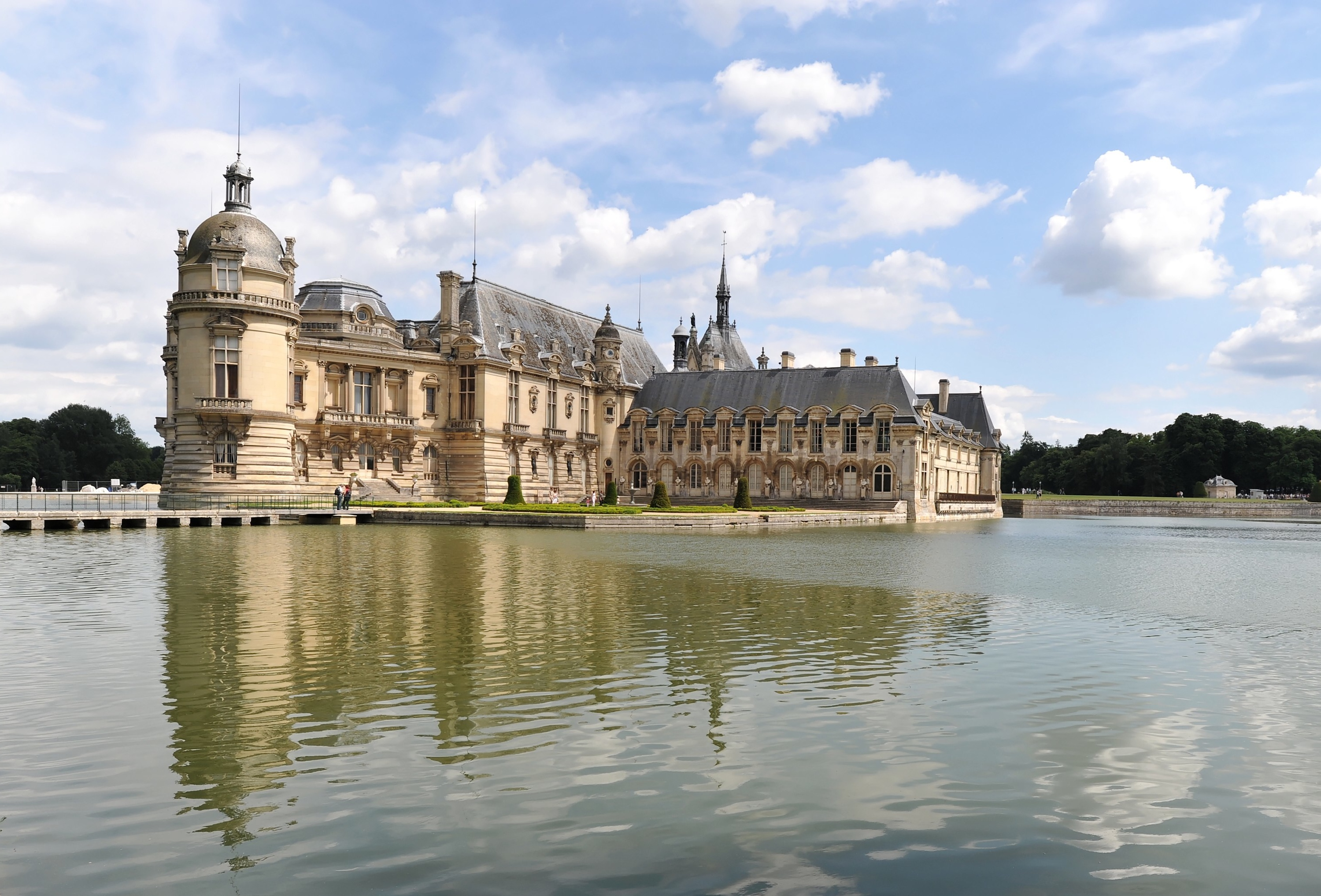
Vista del «Petit Château»

El palacio de Chantilly (en francés: Château de Chantilly) es un château histórico francés situado en la localidad de Chantilly (Oise), en un lugar notable del valle del Nonette, un afluente del Oise.
Situado en medio de un extenso jardín a la francesa y rodeado de estanques, el palacio se compone de edificios y alas de distintas épocas y estilos que abarcan desde el renacimiento del siglo XVI hasta el historicismo de finales del XIX. Se divide esencialmente en dos áreas, el Grand Château y el Petit Château. 
El dominio fue la propiedad más emblemática de los príncipes de Condé desde inicios del siglo XVII hasta 1830. Salvo el «Petit Château» Pequeño Palacio, construido en el siglo XVI por Jean Bullant, el palacio actual es una reconstrucción del siglo XIX a partir de los planos del arquitecto Honoré Daumet para el penúltimo hijo del rey Luis Felipe I, Enrique de Orleans, duque de Aumale (1822-1897), heredero del dominio, que instaló allí sus colecciones de pinturas, de dibujos y de libros antiguos.
Legó en 1886 el conjunto al Instituto de Francia, que en 1898 lo abrió al público bajo el nombre de Museo Condé, que alberga una de las mejores colecciones de arte de Francia. El palacio ocupa el lugar de una fortaleza medieval. «Les Grandes Écuries» Los grandes establos, construidos desde 1719 a 1740, obra maestra del arquitecto Jean Aubert, acogen ahora el museo del caballo. Los jardines son una de las creaciones más notables de André Le Nôtre. La ciudad de Chantilly se desarrolló al oeste del palacio durante y después de la Revolución francesa.
El palacio y sus dependencias fueron objeto de varias protecciones como monumentos históricos en el año 1988 después de una primera orden de protección del 2 de abril de 1963, que fue anulada.
El palacio y sus estancias fueron escenario de la película de la saga James Bond Panorama para matar, de 1985, dirigida por John Glen y protagonizada por Roger Moore, Christopher Walken, Grace Jones, Tanya Roberts, Alison Doody, Dolph Lundgren, entre otros. Es la última película de Roger Moore como agente del servicio secreto británico James Bond 007 con Licencia para matar.

## Historia

### Orígenes: los Montmorency
Los primeros señores de Chantilly fueron los Boutellier, por aquel entonces, la propiedad era un castillo fortificado (actual Grand Château) construido encima de un peñasco y rodeado de marismas. Saqueado en múltiples ocasiones durante las jacqueries de la Guerra de los Cien Años, el castillo fue adquirido por los Orgemont a finales del siglo XIV. En 1484, Guillermo de Montmorency heredó Chantilly. Hacia 1560, el condestable Anne de Montmorency, favorito del rey Francisco I, mandó edificar a Jean Bullant un castillo renacentista (el Petit Château) justo al lado del Grand Château medieval fortificado.
En 1632, el duque Enrique II de Montmorency fue decapitado por rebelarse contra el cardenal de Richelieu, valido de Luis XIII. Chantilly fue heredado entonces por su hermana Carlota, casada con el Príncipe de Condé.

### SiglosXVIIyXVIII: los Condé
Fue el príncipe Luis II de Condé, apodado "el Grand Condé", el responsable de transformar Chantilly en un fastuoso château barroco capaz de rivalizar con Versalles, aunque esto solo pudo llevarlo a cabo a partir de 1670, cuando Luis XIV lo perdonó por haberse rebelado contra él durante la Fronda. El Grand Condé llevó en Chantilly una vida de corte brillante, invitando a personajes de la talla de Molière, Racine o Bossuet. La obra de Molière Les Précieuses ridicules tuvo su primera representación aquí en 1659.
Asimismo, encargó a André Le Nôtre la creación de un espectacular jardín "à la française" y a Mansart transformar el viejo Grand Château en un edificio barroco y regular apto para alojar al Rey y a la corte cuando vinieran de visita. Madame de Sévigné relata en sus memorias que cuando Luis XIV y toda su corte de 3000 personas visitaron el palacio en 1671 para reconciliarse con el príncipe, el maître d'hôtel del Grand Condé, François Vatel, se suicidó cuando temió que el pescado sería servido tarde.
A inicios del siglo XVIII, el siguiente príncipe de Condé, Luis Enrique de Borbón-Condé, que fue primer ministro de Luis XV de 1722 a 1723, mandó edificar unos monumentales establos (las Grandes Écuries) al arquitecto Jean Aubert. Por otro lado, redecoró su appartement en el Petit Château siguiendo el gusto rocalla, siendo especialmente destacable la galería dedicada a la glorias militares de su abuelo, el Grand Condé.
Desde mediados del siglo XVIII, el príncipe Luis José de Borbón-Condé, empezó a transformar partes del jardín según el "gusto inglés", asimismo ordenó construir el Hameau de Chantilly (Aldea de Chantilly), un conjunto de bucólicas casitas rústicas que inspiraría al más famoso Hameau de la Reine de Versalles. También a finales del este siglo se edificó el Château d'Enghien en estilo neoclásico para el Duque de Enghien (nieto del príncipe) y su séquito, y se redecoraron algunas estancias del Grand Château en estilo Luis XVI.

En abril de 1782, el príncipe agasajó en el castillo al zarévich Pablo de Rusia y a su esposa, que viajaban bajo el pseudónimo de "Comte et Comtesse du Nord". Las fiestas y celebraciones ofrecidas fueron los últimos grandes fastos del castillo antes de la Revolución, se dijo que el zarévich había sido recibido "Como un amigo por el Rey, como un burgués por el Duque de Orleans y como un soberano por el Príncipe de Condé". Antes de partir, el anfitrión obsequió a la pareja imperial con un recopilatorio de vistas y plantas del castillo, el "Album du Comte du Nord", que constituye, hasta la fecha, uno de los documentos esenciales para conocer como era el castillo antes de la tormenta revolucionaria.

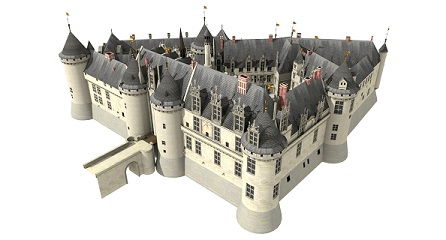
El Grand Château de Chantilly antes de las reformas de Mansart, en 3D.
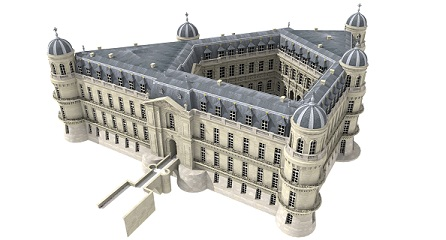
El Grand Château de Chantilly después de las reformas de Mansart, en 3D.
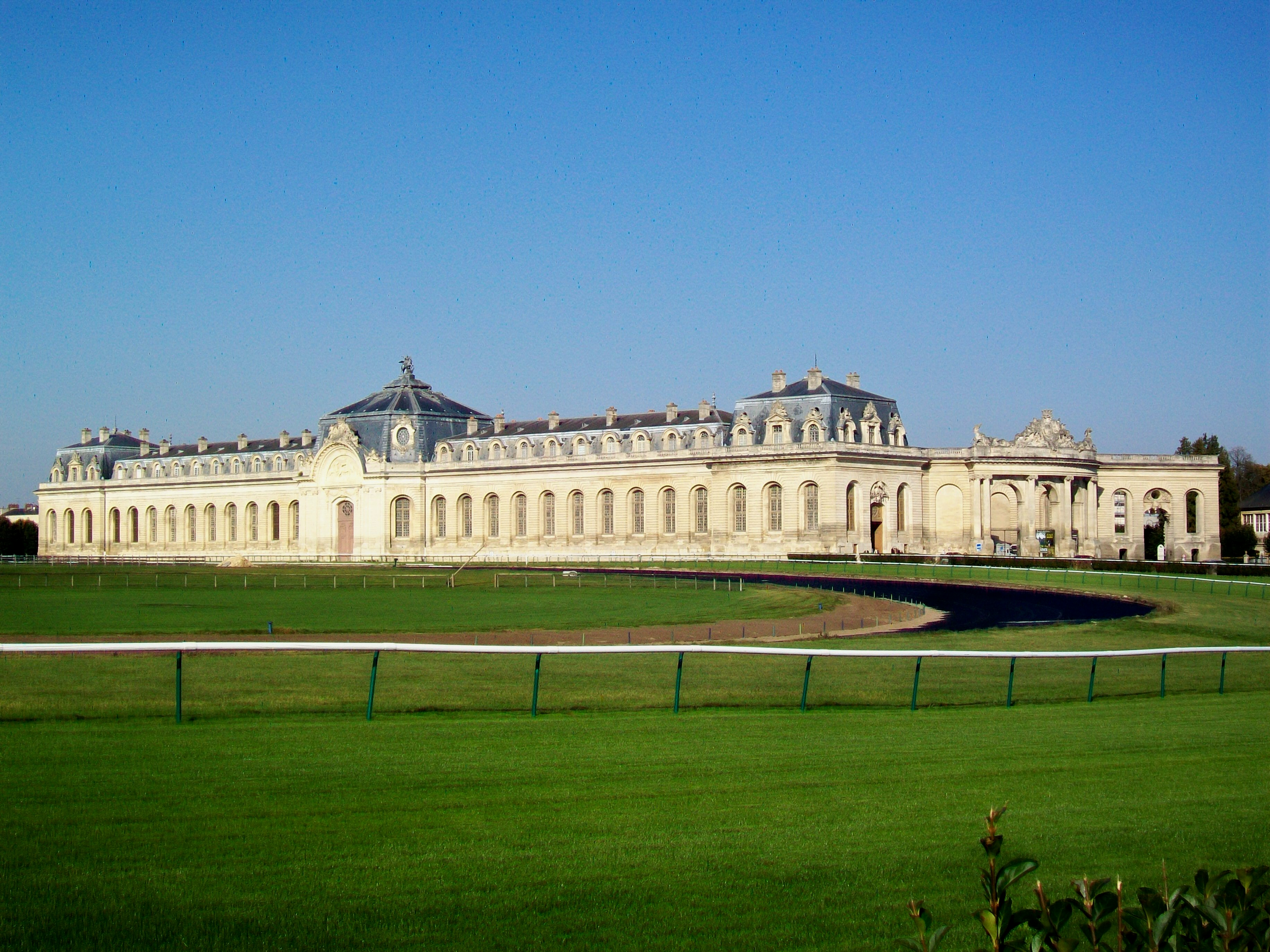
Las Grandes Écuries (establos) de Chantilly.
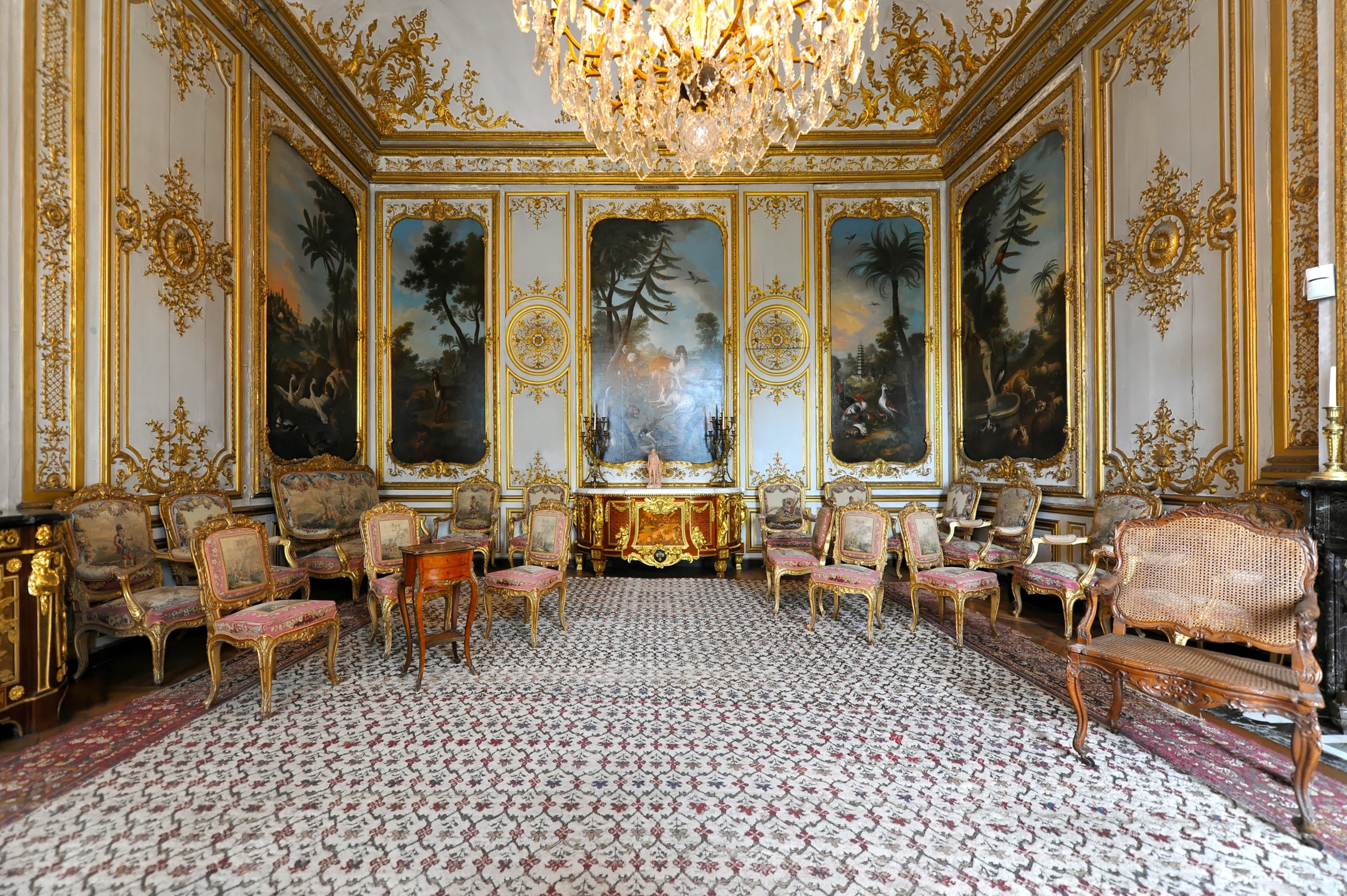
El dormitorio de Príncipe de Condé.
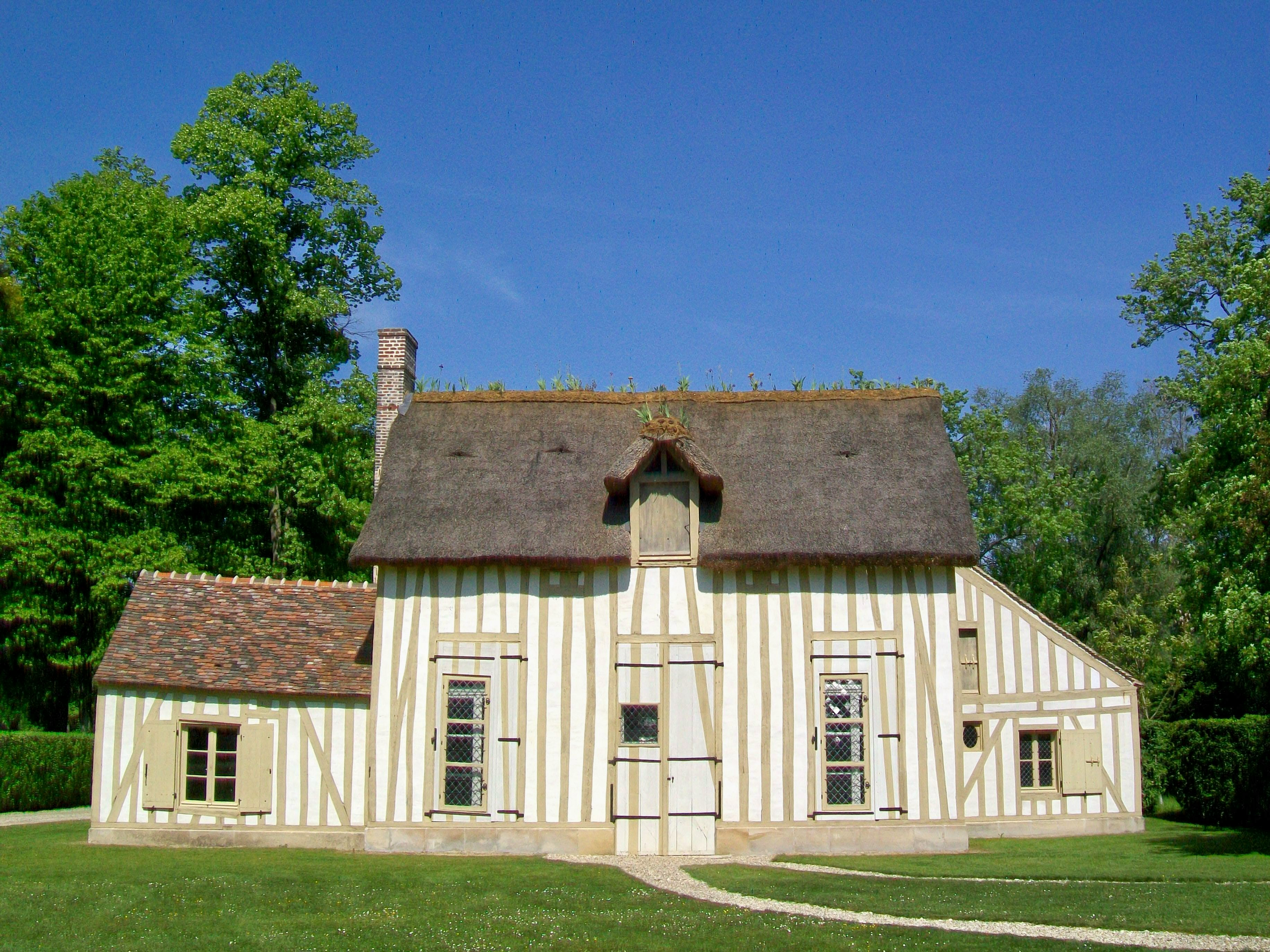
Una de las casitas del hameau (aldea) de Chantilly.

### La Revolución francesa
Aunque de ideas liberales, el Príncipe de Condé pronto se opuso a la emergencia del Tercer Estado como nuevo poder fáctico del reino. Decidió partir al exilio el 17 de julio, apenas tres días después de la toma de la Bastilla, siendo, junto con el Conde d'Artois uno de los primeros émigres. Instalado en la ciudad alemana de Worms, el príncipe organizó un ejército de emigrados y soldados leales a los ideales del Antiguo Régimen con el objetivo de invadir Francia y derrocar a la Asamblea Legislativa, tales acciones le valdrían el secuestro de sus propiedades en abril de 1792.
Pocos días después de la Toma de las Tullerías el 10 de agosto del mismo año, una banda del guardias nacionales invadió y saqueó el castillo en múltiples ocasiones. A lo largo de 1793, la Convención (el nuevo gobierno revolucionario) decidió el progresivo desmantelamiento de la propiedad, los muebles y obras de arte de más valor se enviaron al Louvre y la colección de mineralogía y botánica del Príncipe al "Jardín de plantas" de París (antiguo Jardin du Roi); el resto fue subastado. Los jardines y bosquets dejaron de mantenerse llenándose de maleantes y vagabundos. A continuación se empezó a preparar el Grand Château para convertirlo en prisión de suspects (sospechosos de ser contrarrevolucionarios), a tal efecto las bellas estancias recubiertas de boiseries fueron compartimentadas por tabiques.
La prisión de Chantilly cerró sus puertas apenas un año después, como consecuencia de la caída del gobierno del Terror, después de barajar transformarlo en hospital militar y en caserna, el Directorio decidió la venta de la propiedad, que se efectuó en 1799 a los señores Boulée y Damoye, una "bande noire" (conjunto de empresarios que se dedicaban a demoler viejas propiedades nobiliarias para revender los materiales). La demolición del Grand Château comenzó de inmediato, tampoco se salvaron muchos de los pabellones y estatuas del parque, que se encontraban, no obstante, en un avanzado estado de deterioro. En 1804, sin embargo, como consecuencia de varios impagos, los señores Boulée y Damoye fueron desposeídos de la propiedad de Chantilly, que pasó nuevamente a manos del Estado.

### El retorno de los Condé
El anciano príncipe de Condé pudo volver del exilio solo después de la caída de Napoléon y la restauración de los Borbones al trono francés. Chantilly presentaba entonces un aspecto deplorable, los cuidados jardines y bosquets habían dado paso a un terreno salvaje, la mayoría de los pabellones del jardín habían desaparecido, por no hablar del Grand Château, demolido hasta sus cimientos. Solo permanecían en pie el Château d'Enghien y el Petit Château, aunque profundamente deteriorados, cuando el zar Alejandro I visitó este último edificio en 1814, tuvo que echar mano de paraguas ante la cantidad de goteras que había en su interior.

### sigloXIX: el Duque de Aumale

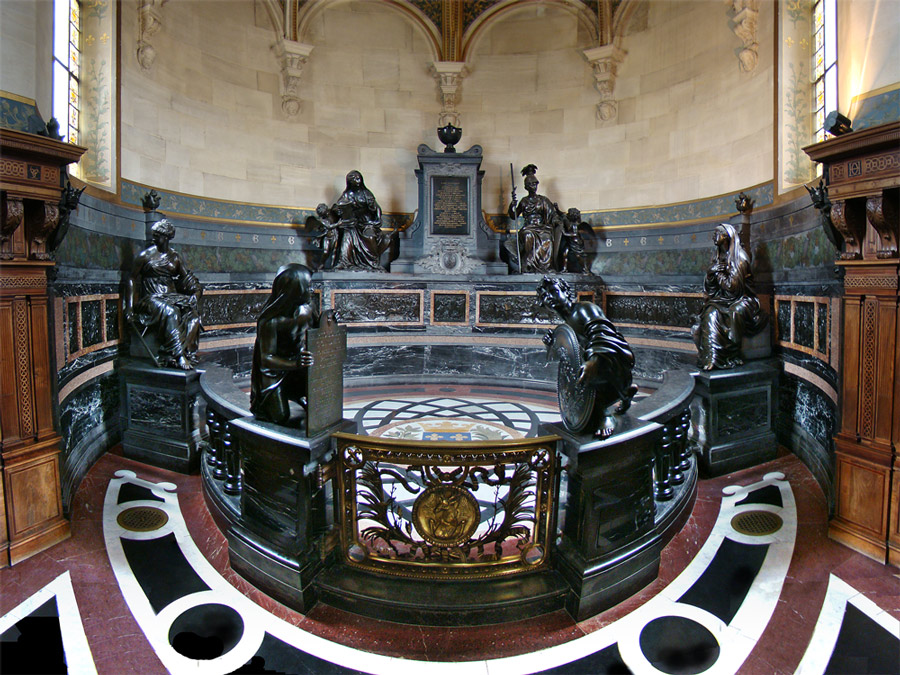
La capilla de los corazones de los Príncipes de Condé.

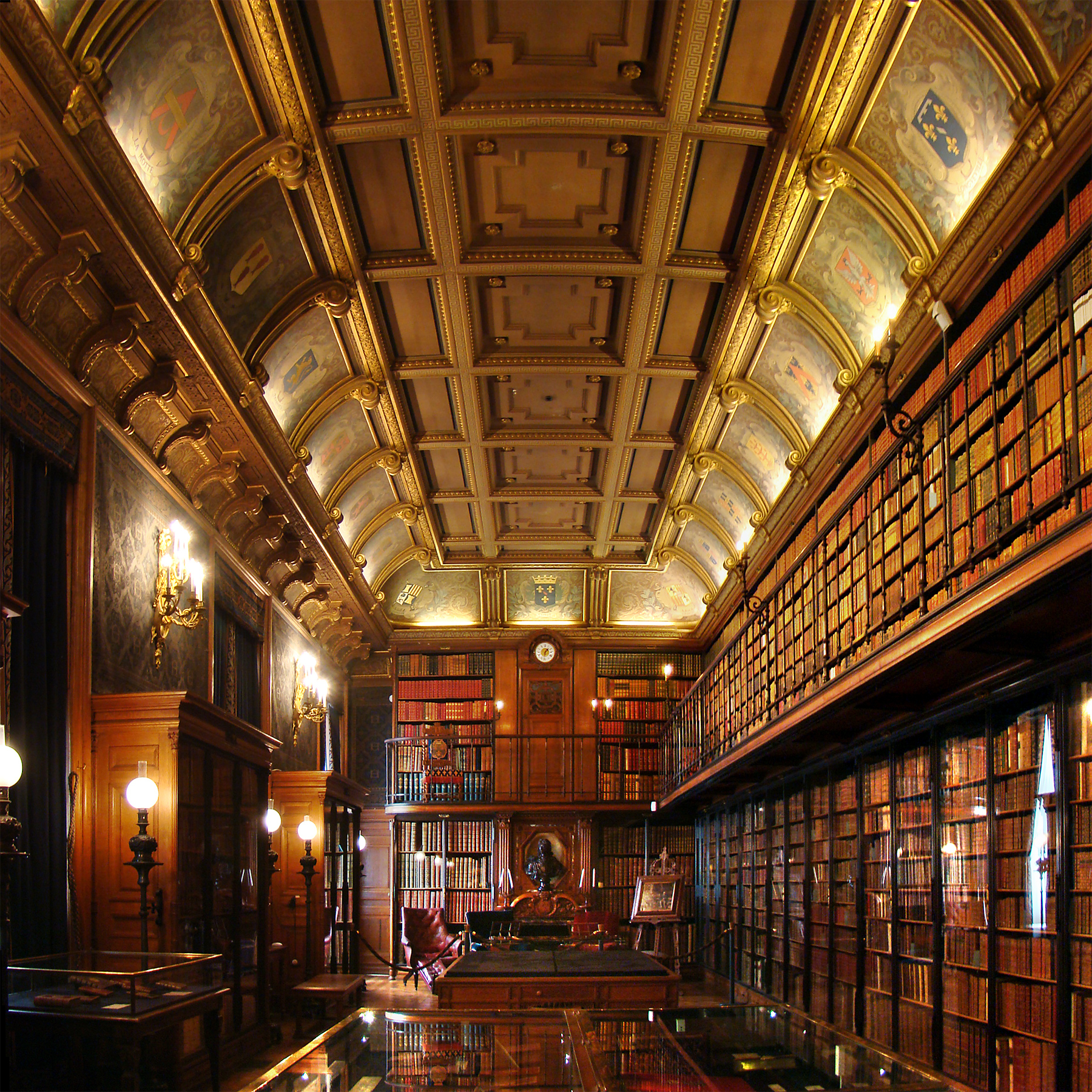
La biblioteca.

Fue pasando de generación en generación, hasta que en 1830 lo heredó Enrique de Orleans (duque de Aumale), un importante coleccionista que lo reconstruyó y terminó donándolo al Instituto de Francia.
En la actualidad alberga el Museo Condé.